# حزقيال أنطونيو رودريغيز
حزقيال أنطونيو رودريغيز (بالإسبانية: Juan Antonio Rodríguez)‏ هو لاعب كرة مضرب إسباني، ولد في 5 مايو 1962 في مدريد في إسبانيا.

## وصلات خارجية
- حزقيال أنطونيو رودريغيز على موقع رابطة محترفي التنس (الإنجليزية)
- حزقيال أنطونيو رودريغيز على موقع الاتحاد الدولي لكرة المضرب (الإنجليزية)
- حزقيال أنطونيو رودريغيز على موقع خلاصة التنس.كوم (الإنجليزية)